# Xã Lyons, Quận Lyon, Minnesota
Xã Lyons (tiếng Anh: Lyons Township) là một xã thuộc quận Lyon, tiểu bang Minnesota, Hoa Kỳ. Năm 2010, dân số của xã này là 199 người.